# Elliott with 2 Ts
Elliott with 2 Ts, nombre artístico de Elliott Lee Puckett, es una artista drag estadounidense quién compitió en la temporada 13 de RuPaul's Drag Race.

## Carrera
Elliott with 2 Ts compitió en la temporada 13 de RuPaul's Drag Race. En el episodio de estreno de la temporada ella, junto con Kahmora Hall, perdieron un lipsync de "Lady Marmalade" contra Tina Burner y posteriormente fue eliminada por sus compañeros mediante votación. Sin embargo, regresó al concurso como parte del grupo de los ganadores; cuando los dos grupos se reunieron, sorprendió a los concursantes que habían decidido eliminarla escondiéndose detrás de una pared. Se hizo pasar por Rue McClanahan durante el desafío Snatch Game, siendo eliminada tras perder un lipsync con la canción "Fascinated" de Company B contra Utica Queen, quedando finalmente en el noveno lugar. Dos episodios antes había eliminado a LaLa Ri después de ganar un lipsync de "Whole Lotta Woman" de Kelly Clarkson. En la reunión de la temporada junto a las otras reinas eliminadas, Elliott interpretó un número de lip sync pregrabado, que en su caso fue "Hideaway" de Kiesza.

## Controversia
Elliott fue criticada en enero de 2021 por describir el drag de su compañera Symone de la decimotercera temporada de RuPaul's Drag Race como "Magia de chica negra. Eso es lo que ella trajo... pero lo hizo con tanta elegancia. No era agresivo, estaba hecho con gusto". Su comentario fue tachado de insensible desde el punto de vista racial y suscitó las críticas de artistas como Jaida Essence Hall y Kandy Muse. En una entrevista con Entertainment Weekly Elliott aclaró sus comentarios, explicando que "lo que quería decir con eso era que, en comparación con alguien como Eureka O'Hara, el drag de Eureka es más grande que la vida, con grandes hombros y tocados, realmente llamativo y exagerado. El drag de Symone es muy de modelo de moda y de pasarela. Quiero decir que su drag no es el mismo drag estridente y exagerado que el de alguien como Eureka... en vez de oírme a mí, todo el mundo quiere correr a lo loco por la ciudad, gritando a los cuatro vientos que soy una persona problemática y odiosa".
En septiembre de 2022 se lanzaron acusaciones de transfobia contra ella cuando su compañera Gottmik mencionó en No Gorge, un podcast que copresenta con Violet Chachki, que una concursante de la decimotercera temporada hizo comentarios abiertamente transfóbicos durante el rodaje de la temporada, lo que provocó que Gottmik pidiera apoyo al programa de terapia "Queen Care" de Drag Race, que también se refirió al aspecto de Symone en la pasarela como "ghetto". Gottmik no se refirió al concursante por su nombre, citando el acuerdo de no divulgación del programa; Kandy Muse comentó "es Elliot [sic]" en un clip de podcast en las redes sociales, lo que provocó más críticas de los fanáticos hacia Elliott. En diciembre de 2022 Muse tuiteó que "se niega a volver a hablar de esa persona".

## Vida personal
Elliott with 2 Ts (nacido como Elliott Puckett) es originario de Ennis, Texas, habiendo crecido en una granja. Dejó Texas en enero de 2018 y actualmente tiene su sede en Las Vegas. Elliott estudió danza en la Escuela Preparatoria para Artes Visuales y de Actuación Booker T. Washington en Dallas.[cita requerida]

## Filmografía

### Televisión
- RuPaul's Drag Race (temporada 13)